# Johann Schmidt (Sprachforscher)

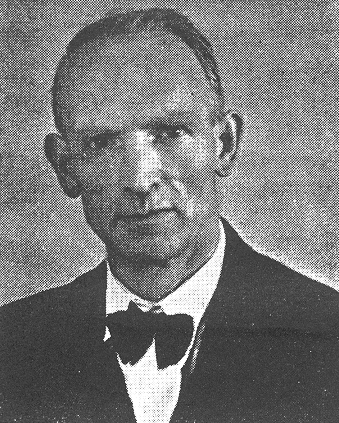
Johann Schmidt im Jahre 1951

Johann Schmidt (* 28. September 1895 in Weißkirchen am Taunus; † 8. Januar 1977 ebenda) war ein deutscher Sprachforscher. Er war der vierte Cifal (weltweiter Vorsitzender) von 1950 bis 1977 und der letzte Cifel (Landesvorsitzender) der Volapük-Bewegung in Deutschland.

## Werke
- 1933. Lehrbuch der Weltsprache Volapük für Deutschland und die deutschsprächigen Länder. Verfasst von Johann Schmidt, Weißkirchen am Taunus. Geprüft vom Mitglied der Weltsprache-Akademie (Kadäm Volapüka): Dr. Arie de Jong in Voorburg (Holland). Voorburg: Herausgegeben von Dr. Arie de Jong, Verwalter des Volapükfunds. (Onlinetext.)
- 1938. Literat vönädik Volapüka. Volapükagased pro Nedänapükans nüm: 5, pads: 38-41. (Vödem rigädik.)
- 1939. Jenotem brefik Volapüka. Volapükagased pro Nedänapükans nüm: 4, pads: 32-36, e nüm: 5, pads: 40-44. (Vödem rigädik.)
- 1947. Yufapüks bevünetik e literat onas. Volapükagased pro Nedänapükans nüm: 6, pads: 21-22. (Vödem rigädik.)
- 1962. Erste vollständige Zeitschriften-Liste des Volapüks. Lised lölöfik balid periodagasedas volapükik. Weißkirchen am Taunus: namapenäd (in bukem nivera di Saarbrücken). (Dönu päpübon ün 1981 as: Erste vollständige Zeitschriften-Liste des Volapüks. Unua kompleta listo de Volapük-gazetoj kaj Listo de la Volapük-literaturo. Mit einem Vorwort von / Kun antauxparolo de Reinhard Haupenthal. Saarbrücken: Edition Iltis.)
- 1964. Jenotem valemapüka ‚Volapük. Püban: Volapükagased, Amsterdam-W, Potakät: 6021. Voorburg (Nedän): Drukkerij „Repko“. (Dabükot nesekidik penäda büo pipüböla in Volapükagased – vödem rigädik se Volapükagased.) (Tradutod ini Deutänapük: Geschichte der Universalsprache Volapük, päpübon ün 1986, in Saarbrücken, lä Edition Iltis; dabükot balid tradutoda at päpübon ün 1998; namapenäd topon in bukem Sperantamuseda Bevünetik – diläd ela Österreichische Nationalbibliothek ü ÖNB. 1996 gab André Cherpillod eine Esperantoübersetzung dieses Buches von P. Combot heraus, unter dem Titel Historio de la universala lingvo Volapuko.)
- 1965. Literatur-Liste des Volapük. Weißkirchen am Taunus: namapenäd (in bukem nivera di Saarbrücken).
- 1966. Liste der Volapük-Verbände und Vereine. Nach Original-Listen u. nach handschriftl. Nachlässen v. Johann Martin Schleyer. Weißkirchen am Taunus: namapenäd (in bukem Sperantamuseda Bevünetik, Hofburg, A-1010 Wien – diläd ela Österreichische Nationalbibliothek ü ÖNB).
- 1966. Raritäten-Liste der Volapük-Sammlung von Johann Schmidt in Weißkirchen am Taunus. Weißkirchen am Taunus: namapenäd (in bukem Sperantamuseda Bevünetik, Hofburg, A-1010 Wien – diläd ela Österreichische Nationalbibliothek ü ÖNB).
- 1966. Vom Zenith zum Nadir oder Wie Volapük spurlos verschwand. Eine Betrachtung. Weißkirchen am Taunus: namapenäd (in bukem Sperantamuseda Bevünetik, Hofburg, A-1010 Wien – diläd ela Österreichische Nationalbibliothek ü ÖNB).
- 1973. Mein Lebenslauf. Niedergeschrieben im Juni 1973. Weißkirchen am Taunus: namapenäd, in Zifaragiv ela Weißkirchen am Taunus, Sammlung 1, Nr. 1c.

Auf Esperanto erschien:
- Johann Schmidt: Historio de la universala lingvo Volapuko. Elvolapukigis Philippe Combot. Courgenard: André Cherpillod, 1996. Brosxurita. ISBN 2-906134-30-9